# Bernat de Puigcercós
Bernat de Puigcercós (O.P.) (...Girona - 1342) fou un dominic català que visqué al s. XIV. Fou Inquisidor general de la Corona d'Aragó.
Ens ha arribat d'ell un petit tractat en llatí anomenat Quaestio disputata de licitudine contractus emptionis et venditionis censualis cum conditione revenditionis (Qüestió disputada sobre la licitud del contracte de compravenda de censals amb condició de reventa). Aquesta obra fou transcrita i editada per Josep Hernando i Delgado a partir del manuscrit nº 42 del Monestir de Sant Cugat del Vallès, que es troba a l'Arxiu de la Corona d'Aragó. En aquest tractat defensa la licitud dels censals i dels violaris, que serien els drets a percebre una renda a canvi d'una quantitat de diners, un altre tema molt debatut en la canonística medieval.
Aquesta obreta influí decisivament la postura favorable del franciscà Francesc Eiximenis a la licitud dels censals i violaris al seu Tractat d'usura.